# 劉世鏞
劉世鏞（1947年12月—），香港會計師、香港中文大學校友評議會前主席及香港中文大學崇基學院前校董會成員。

## 背景
劉世鏞生於1947年，祖籍廣東省韶關市乳源，在1965年畢業於金文泰中學中五年級，1967年在該校修畢中六預科課程，其後於1971年完成香港中文大學工商管理學士（會計及財務）學位。在校時是崇基學生會幹事。五年後，即1976年，他成為英國特許秘書及行政人員公會會員，1979年至1984年期間也成為英國特許公認會計師公會會員及資深會員。之後在1983年至1985年，他擔任香港中文大學校友會評議會常務委員會副主席，崇基學院校董以及校友會會長。又開始出任香港中文大學校友會聯會教育基金會有限公司董事（2011至2014年）及義務司庫一職（現時為香港順龍仁澤基金會義務司庫）。
另外，劉世鏞熱心教育事業，不單是香港中文大學校友會聯會陳震夏中學校董會主席兼前校監、香港中文大學校友會聯會張煊昌中學榮譽校董和香港中文大學校友會聯會張煊昌幼稚園榮譽校董，還曾任香港中文大學校友會聯會張煊昌學校校董。他於1995年為崇基學院設立「崇基校友至善獎學金」，以獎勵成績優異的學生。同年也發起「小扁擔勵學行動」以扶助內地偏遠地區貧困農村基礎教育發展。他於2004年成立才礇會計師事務所有限公司，並再進修考獲香港會計師公會破產管理文憑。同時，劉氏亦是加多寶集團執行董事及財務總經理、路勁基建有限公司獨立非執行董事、新疆天山毛紡織股份有限公司非執行董事以及其他香港及海外成立的有限公司董事職務。
除此之外，劉世鏞先後成為香港會計師公會會員及資深會員（1980年、2004年）、香港稅務學會會員（1982年）、香港特許秘書公會會士（1994年）、香港華人會計師公會會員（2001年）及英格蘭與威爾斯特許會計師公會會員（2005年）。直到2006年，他成為香港中文大學第五屆榮譽院士。

## 爭議
劉世鏞由2005年起擔任香港中文大學校友評議會主席，至2011年離任。但在2008年競逐連任時，他錯誤地讓其中一位提名人以筆名填寫表格，結果被質疑提名有效性。最後事件不了了之，他仍然繼續當主席。2010年，他更被指在未經常委會議決下，以香港中文大學校友評議會主席身份向立法會去信支持委任陳茂波為香港中文大學校董。去信中聲稱是代表校友評議會中多數校友的身份。而事後他辯稱是以個人身份去信。

## 外部連結
- 〈十方吐露〉訪問